# Thalassarachna procera
Thalassarachna procera är en kvalsterart som först beskrevs av Viets 1927.  Thalassarachna procera ingår i släktet Thalassarachna och familjen Halacaridae. Arten är reproducerande i Sverige. Inga underarter finns listade i Catalogue of Life.